# 데이비드 브라이언
데이비드 브라이언 래쉬바움(영어: David Bryan Rashbaum, 1962년 2월 7일 ~ )은 미국의 키보드 연주자로, 본 조비의 일원이다.